# Harald Weinrich
Harald Weinrich (Wismar, 24 de setembro de 1927 – Münster, 27 de fevereiro de 2022) foi um escritor, filólogo e filósofo alemão. Foi um emérito professor do Collège de France. Seus livros foram traduzidos em várias línguas.

## Biografia
Nascido em Wismar (Alemanha) em 1927, Harald Weinrich estudou Filologia Românica, Filologia Clássica e Filosofia nas Universidades de Münster e Freiburg im Breisgau, Toulouse e Madrid.
Recebeu um PhD em Münster em 1953, com uma tese sobre o Don Quixote Ingenium, ele passou sua habilitação em 1959 em Münster, após vários anos como assistente em Marburg e Münster.
Nomeado professor de Filologia Românica na Universidade de Kiel, foi posteriormente chamado a Colônia, onde passou a ser catedrático de Filologia Românica 1965-1968. Em 1968, ele ingressou na Universidade de Bielefeld nova, onde foi co-fundada, o que havia para ocupar uma cadeira em Lingüística e assumir, de 1972-1974, a direção do Centro de Investigação Interdisciplinar (ZIF), há havia criado.
De 1978 a 1992, realizada na Universidade de Munique, uma cátedra de língua alemã.
Como professor visitante Harald Weinrich tem ensinado nos Estados Unidos nas Universidades de Michigan (1963-1964) e Princeton (1977) e na Itália na Scuola Normale Superiore de Pisa, Galileu na cátedra (1992 -1993). "Fellow" Wissenschaftskolleg em Berlim em 1987-1988, ele foi chamado para ocupar o ano seguinte, no Collège de France, o presidente europeu que tinha acabado de ser criado. Ele foi, então, Professor da Cadeira Collège de France de Línguas e Literaturas Românicas 1992-1998.
Harald Weinrich foi membro das Academias científicas de Darmstadt, Düsseldorf e Göttingen, a Accademia della Crusca de Florença e da Academia Europeia. Fora da academia, foi membro da Academia de Belas Artes de Munique e da Alemanha PEN-Club.
Ganhou vários prêmios literários, especialmente o Prêmio Sigmund Freud, o Prêmio Konrad Duden e o Prêmio Karl Vossler "Hansischer Goethe-Preis".
Recebeu doutoramentos honoris causa das Universidades de Bielefeld, Heidelberg e Augsburg.
Morreu em Münster em 27 de fevereiro de 2022, aos 94 anos de idade.

## Trabalhos
- Das Ingenium Don Quijotes (1956)
- Phonologische Studien zur romanischen Sprachgeschichte (1958)
- Tempus - Besprochene und erzählte Welt (1964)
- Literatur für Leser (1971)
- Wege der Sprachkultur (1985)
- Textgrammatik der deutschen Sprache (1993)
- Lethe (1997)
- Kleine Literaturgeschichte der Heiterkeit (2001)
- Knappe Zeit. Kunst und Ökonomie des befristeten Lebens (2004)
- The linguistics of lying and other essays, University of Washington Press, 2005. ISBN 978-0295985497
- Quante lingue per l'Europa? (2006) Cagliari, CUEC Editore.
- Wie zivilisiert ist der Teufel? Kurze Besuche bei Gut und Böse (2007)
- Vom Leben und Lesen der Tiere. Ein Bestiarium (2008). ISBN 978-3-406-57822-9
- Über das Haben. 33 Ansichten (2012). ISBN 978-3-406-64094-0